# Phareodus
A Phareodus a sugarasúszójú halak (Actinopterygii) osztályának elefánthalak (Osteoglossiformes) rendjébe, ezen belül a csontosnyelvűek (Osteoglossidae) családjába tartozó fosszilis nem.

## Tudnivalók
A Phareodus-fajok édesvízi halak, melyek a kora paleocén és középső eocén korszakok között éltek - nagyjából 65-46  millió évvel ezelőtt, ott ahol manapság Észak- ésDél-Amerika, valamint Európa és Ausztrália fekszenek. A wyomingi Green River-formációban is megtalálták.
Ovális testalkatú, kis fejű halak voltak. Az orruk kissé hegyes volt. A hátúszójuk és a farok alatti úszójuk a testük hátsó felén helyezkedtek el; az utóbbi valamivel nagyobb méretű volt. A farokúszóik kissé villásak voltak. A hasúszóik kicsik, míg a mellúszóik hosszúak, azonban vékonyak voltak.

## Rendszerezés
A nembe az alábbi 4 faj tartozik:
- Phareodus encaustus Cope, 1871 - típusfaj; Észak-Amerika
- Phareodus muelleri - Európa
- Phareodus queenslandicus - Ausztrália
- Phareodus testis (Leidy, 1873) - Észak-Amerika

## Képek

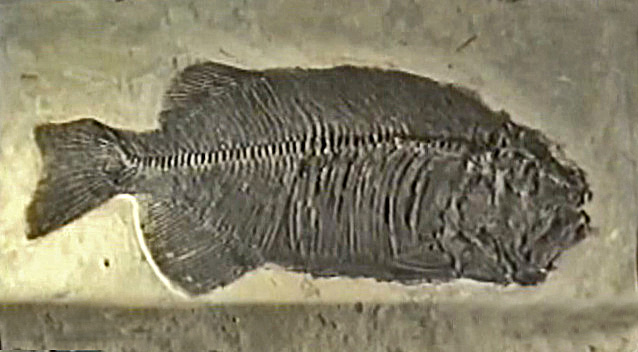
P. encaustus
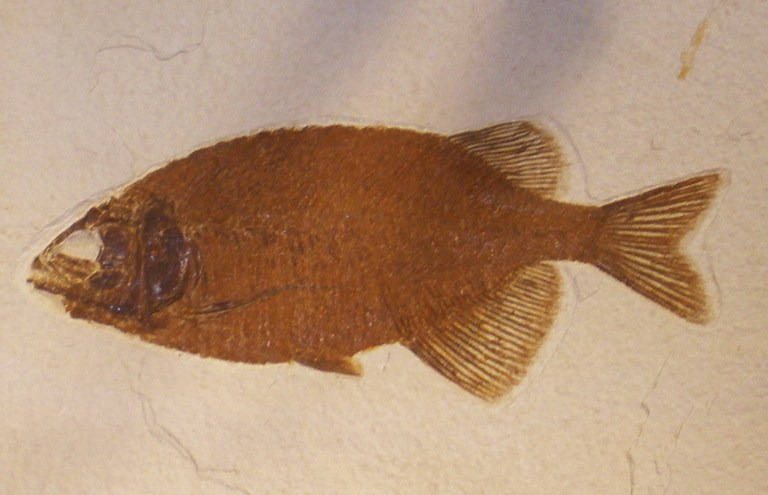
P. encaustus
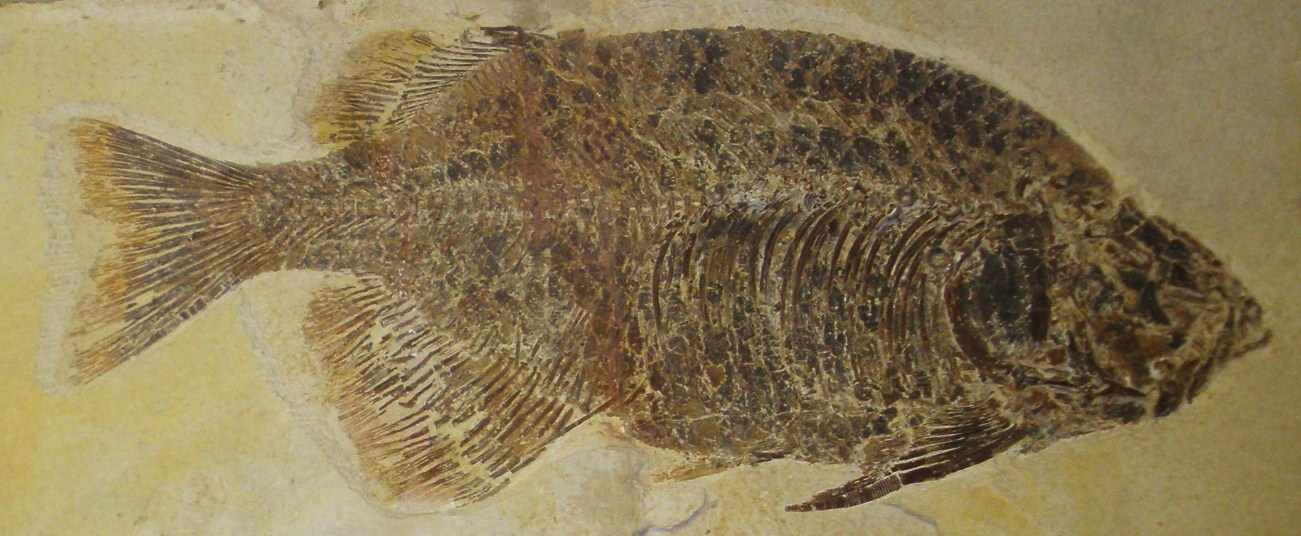
P. testis
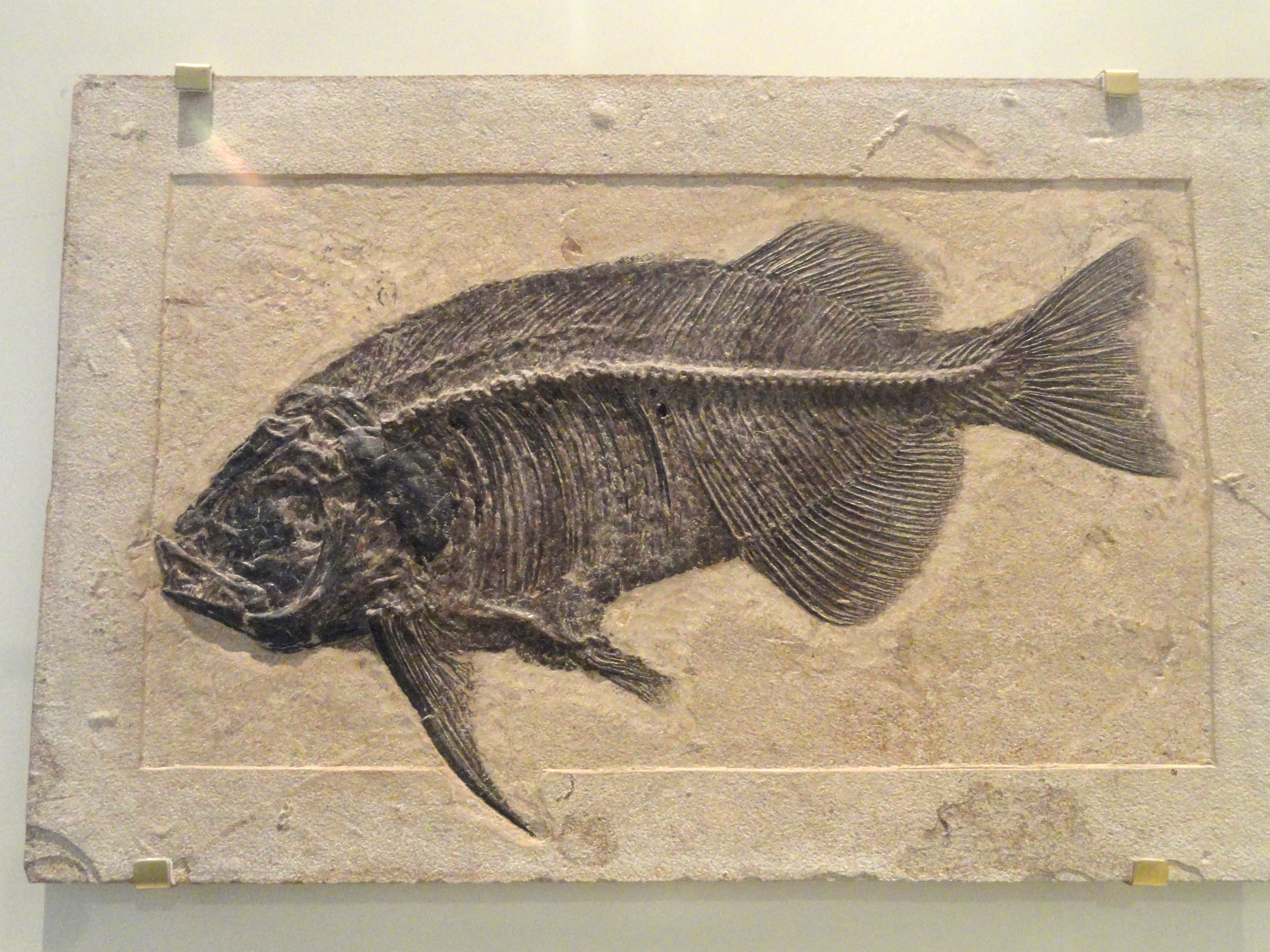
P. testis

## Fordítás
- Ez a szócikk részben vagy egészben  a   Phareodus című angol Wikipédia-szócikk ezen változatának fordításán alapul.  Az eredeti cikk szerkesztőit annak laptörténete sorolja fel. Ez a jelzés csupán a megfogalmazás eredetét és a szerzői jogokat jelzi, nem szolgál a cikkben szereplő információk forrásmegjelöléseként.